# Capparis umbonata
Capparis umbonata là một loài thực vật có hoa trong họ Capparaceae. Loài này được Lindl. mô tả khoa học đầu tiên năm 1848.